# Tmesorrhina tridens
Tmesorrhina tridens är en skalbaggsart som beskrevs av Duvivier 1891. Tmesorrhina tridens ingår i släktet Tmesorrhina och familjen Cetoniidae.

## Underarter
Arten delas in i följande underarter:
- T. t. subtridens
- T. t. preissi